# Geocharis
Geocharis es un género de plantas con flores perteneciente a la familia Zingiberaceae. Comprende 6 especies.

## Especies seleccionadas
- Geocharis aurantica
- Geocharis fusiformis
- Geocharis manostemon
- Geocharis radicalis
- Geocharis rubra
- Geocharis secundiflora